# Robin Laing
Robin Laing (1976) è un attore britannico.

## Biografia
Nato a Dundee, ha iniziato a recitare in giovane età, unendosi a una compagnia teatrale di Arbroath, l'Angus Children's Theatre e poi al Carnoustie Theatre Club. Mentre era a scuola ha ottenuto il suo primo ruolo professionale al Dundee Repertory Theatre, interpretando Young Steerforth in David Copperfield. Dopo la scuola ha studiato recitazione a Dundee e al Fife College.
Il suo primo ruolo teatrale importante è stato quello di interpretare Renton nel tour britannico di Trainspotting nel 1996. Durante il tour gli è stato chiesto di riprendere il ruolo al West End di Londra per quattro spettacoli, durante i quali John Byrne lo ha visto le ha chiesto a di fare un provino per il suo prossimo film, The Slab Boys.
Nel 2012 si unisce al cast di River City e vi è apparso regolarmente fino al 2017, e ha avuto un ruolo ricorrente anche in Waterloo Road. Altre sue apparizioni includono i film Filth e Outlaw King - Il re fuorilegge.

## Filmografia parziale

### Cinema
- Borstal Boy, regia di Peter Sheridan (2000)
- Joyeux Noël - Una verità dimenticata dalla storia (Joyeux Noël), regia di Christian Carion (2005)
- Filth, regia di Jon S. Baird (2013)
- Outlaw King - Il re fuorilegge (Outlaw King), regia di David MacKenzie (2018)

### Televisione
- The Lakes – serie TV, 14 episodi (1997-1999)
- Cadfael - I misteri dell'abbazia (Cadfael) – serie TV, 2 episodi (1998)
- Taggart – serie TV, 2 episodi (1998-2008)
- Murder Rooms (Murder Rooms: Mysteries of the Real Sherlock Holmes) – serie TV, un episodio (2000)
- Band of Brothers - Fratelli al fronte (Band of Brothers) – serie TV, 8 episodi (2001)
- Waking the Dead – serie TV, un episodio (2004)
- Born and Bred – serie TV, un episodio (2005)
- River City – serie TV, 66 episodi (2012-2023)
- Waterloo Road – serie TV, 5 episodi (2015)
- One of Us – serie TV, un episodio (2016)
- The Coroner – serie TV, un episodio (2016)
- Casualty – serie TV, un episodio (2017)
- Shetland – serie TV, 5 episodi (2019)
- The Victim – serie TV, 3 episodi (2019)
- Vigil - Indagine a bordo (Vigil) – serie TV, un episodio (2021)
- Outlander – serie TV, 6 episodi (2022-2023)

## Doppiatori italiani
Nelle versioni in italiano delle opere in cui ha recitato, Robin Laing è stato doppiato da:
- Daniele Barcaroli in Murder Rooms
- Emiliano Coltorti in The Victim
- Daniele Di Matteo in Vigil - Indagine a bordo
- Massimo Triggiani in Outlander